# Hydrostatisk ligevægt
Hydrostatisk ligevægt (af hydro – vand og statik – uden bevægelse) eller hydrostatisk balance optræder, hvor sammenpresningen af en væske, luftart eller et fast legeme på grund af gravitation modvirkes af en trykgradient, som skaber en kraft i den modsatte retning. Når disse to kræfter netop afbalancerer hinanden, er der tale om hydrostatisk balance.
Konvektion kan beskrives via hydrostatisk kraftudligning. 

## Forekomster

### Væsker
Den hydrostatiske ligevægt vedrører hydrostatik og ligevægtprincipperne for væsker. Hydrostatisk balance er en særlig ligevægt ved vejning af substanser i vand og tillader at bestemme disses massefylde.

### Astrofysik
Hydrostatisk ligevægt er årsagen til, at stjerner ikke falder sammen eller eksploderer. I astrofysikken er der en balance i ethvert givet lag af en stjerne, hvor det udadrettede, termiske tryk netop ophæver vægten af det ovenliggende stof, som presser indad. Denne balance kaldes den hydrostatiske ligevægt og det er stjernens egen tyngde, som skaber den indadrettede sammentrækning. Dens isotrope tyngdefelt presser alt andet lige stjernen ind i dens mest kompakte form: En kugle.
Det må dog bemærkes, at der normalt er andre kræfter involveret end stjernens egen tyngde, først og fremmest centrifugalkraft fra stjernens rotation. En roterende stjerne i hydrostatisk ligevægt bliver en fladtrykt sfæroide. Et ekstremt eksempel er stjernen Vega, som med en rotationsperiode på 12,5 timer har en 20% større omkreds ved ækvator end ved polerne. Stjerner med massive følgestjerner som f.eks. Beta Lyrae kan undergå endnu støre forandringer.

### Planetgeologi
Hydrostatisk ligevægt er blevet vigtig ved afgørelsen af, om et astronomisk objekt er en planet, dværgplanet eller hører til gruppen af små solsystemlegemer. I henhold til definitionen af en planet, som blev fastlagt af den Internationale Astronomiske Union i 2006, er planeter og dværgplaneter objekter, som har tilstrækkelig tyngdekraft til at overvinde deres egen stivhed og opnå hydrostatisk ligevægt. Definitionen indeholder noget fleksibilitet, eftersom jordplaneterne og dværgplaneterne (og ligeledes de større naturlige måner som Månen og Io) har ujævne overflader og derfor ikke er i perfekt ligevægt.

### Atmosfæren
Hydrostatisk ligevægt er forklaring på, at Jordens atmosfære ikke falder sammen til et meget tyndt lag nær jordoverfladen. I atmosfæren aftager lufttrykket med stigende højde. Dette giver en opadrettet kraft ((trykgradientkraft)), som forsøger at udligne trykforskellen. Dette modvirkes næsten nøjagtigt af tyngdekraften. Så uden trykgradientkraften ville atmosfæren falde sammen, og uden tyngdekraften ville trykgradientkraften få atmosfæren til at diffundere ud i rummet og efterlade jorden næsten uden atmosfære.

## Matematisk betragtning
De kræfter, som påvirker et rumfang af væske eller af luftarter, som ikke er i bevægelse i forhold til resten af væsken, må ifølge Newtons love helt udligne hinanden. Er der en nedadrettet kraft, må der være en opadrettet kraft af samme styrke. Denne balance mellem kræfterne er den hydrostatiske balance.
I illustrationen foroven kan luftarten opdeles i et stort antal terningformede rumfangselementer. Ved at se på et enkelt element, kan det beregnes, hvad der sker for luftarten som helhed.
Der er 3 kræfter involveret:
Den nedadrettede kraft {\displaystyle F_{\text{top}}} på terningens øvre flade, som skyldes trykket {\displaystyle P_{\text{top}}} af det rumfang af luftarten, som ligger ovenover den. Den er, ifølge definitionen på tryk:
{\displaystyle F_{\text{top}}=P_{\text{top}}A}
Tilsvarende påvirkes rumfangselementet af en opadrettet kraft fra den mængde luftart, som befinder sig under det, hvilket udtrykkes
{\displaystyle F_{\text{bund}}=-P_{\text{bund}}A}
I denne ligning betegner minustegnet retningen. Denne kraft skubber elementet opad.
Endelig giver vægten rumfangselementet selv en nedadrettet kraft. Hvis tætheden er {\displaystyle \rho }, rumfanget {\displaystyle V} og {\displaystyle g} tyngdeaccelerationen er:
{\displaystyle F_{\text{vægt}}=\rho gV}
Rumfanget kan opdeles i arealet A af toppen (eller bunden) gange højden h:
{\displaystyle F_{\text{vægt}}=\rho gAh}
Ved afbalancering af disse kræfter er den samlede kraft på luftarten
{\displaystyle F_{\text{total}}=F_{\text{top}}+F_{\text{bund}}+F_{\text{vægt}}=P_{\text{top}}A-P_{\text{bund}}A+\rho gAh}
Dette udtryk er 0, hvis luftarten ikke bevæger sig. Divideres med A, fås
{\displaystyle 0=P_{\text{top}}-P_{\text{bund}}+\rho gh}
Eller,
{\displaystyle P_{\text{top}}-P_{\text{bund}}=-\rho gh}
{\displaystyle P_{\text{top}}-P_{\text{bund}}} er ændringen af tryk, og {\displaystyle h} højden af rumfangselementet – en ændring i afstanden over jorden. Ved at gøre disse ændringer infinitesimalt små, kan ligningen skrives på differentiel form:
{\displaystyle {\text{d}}P=-\rho g{\text{d}}h}
Tætheden ændrer sig med trykket, og tyngden ændrer sig med højden, så ligningen bliver:
{\displaystyle {\text{d}}P=-\rho (P)g(h){\text{d}}h}
Det bemærkes sluttelig, at denne sidste ligning kan afledes ved at løse den tre-dimensionelle Navier-Stokes' ligning for ligevægtssituationen, hvor
{\displaystyle u=v={\frac {\partial p}{\partial x}}={\frac {\partial p}{\partial y}}=0}
Så er den eneste ikke ikke-trivielle ligning {\displaystyle z}-ligningen, som nu er
{\displaystyle {\frac {\partial p}{\partial z}}+\rho g=0}
Hydrostatisk balance kan således anses for at være en særlig simpel ligevægtsløsning til Navier-Stokes' ligning.